# لي تونو
لي تونو (بالإنجليزية: Le Toûno)‏ هو أحد جبال سلسلة جبال الألب بينيني وجزء من القمة الأم Pointe de Tourtemagne يقع في كانتون فاليز, سويسرا. يبلغ ارتفاع الجبل حوالي 3018 متر، بينما يبلغ ارتفاع نتوء الجبل 119 متر.